# Henri Deterding
Henri Wilhelm August Deterding, né le 19 avril 1866 à Amsterdam et mort le 4 février 1939 à Saint-Moritz, est l’un des fondateurs de la Royal Dutch Petroleum Company (Koninklijke Nederlandsche Petroleum Maatschappij, son nom originel en néerlandais), active dans les pétroles (sous le nom commercial Shell à compter de 1907 à la suite d'une fusion avec The Shell Transport and Trading Company plc fondée par Marcus Samuel en Grande-Bretagne), et il en a été le dirigeant durant trente-six ans, de 1900 à 1936. Il a été qualifié de « Napoléon du pétrole ».

## Biographie
Deterding est fait chevalier commandeur de l'ordre de l'Empire britannique à titre honoraire en 1920.